# Наро-Осановский сельский округ
Наро-Осановский сельский округ — упразднённая административно-территориальная единица, существовавшая на территории Одинцовского района Московской области в 1994—2006 годах.

## История
Наро-Осановский сельсовет был образован в первые годы советской власти. По данным 1919 года он входил в состав Кубинской волости Верейского уезда Московской губернии.
27 февраля 1922 года Кубинская волость была передана в Звенигородский уезд.
В 1926 году Наро-Осановский с/с включал деревни Ерёмино, Крутицы и Наро-Осаново, а также хутор Нефёдово.
В 1929 году Наро-Осановский сельсовет вошёл в состав Звенигородского района Московского округа Московской области.
17 июля 1939 года к Наро-Осановскому с/с был присоединён Болтинский с/с (селения Болтино, Выглядовка и Якшино).
14 июня 1954 года к Наро-Осановскому с/с был присоединён Асаковский сельсовет.
7 декабря 1957 года Звенигородский район был упразднён и Наро-Осановский с/с был передан в Кунцевский район.
28 июля 1960 года в связи с упразднением Кунцевского района Наро-Осановский с/с был передан в восстановленный Звенигородский район.
1 февраля 1963 года Звенигородский район был упразднён и Наро-Осановский с/с вошёл в Звенигородский сельский район. 11 января 1965 года Наро-Осановский с/с был передан в новый Одинцовский район.
23 июня 1988 года в Наро-Осановском с/с была упразднена деревня Выглядовка.
3 февраля 1994 года Наро-Осановский с/с был преобразован в Наро-Осановский сельский округ.
10 сентября 2004 года из административного подчинения города Кубинка в Наро-Осановский с/о были переданы деревни Подлипки, Репище и Угрюмово.
В ходе муниципальной реформы 2004—2005 годов Наро-Осановский сельский округ прекратил своё существование как муниципальная единица. При этом все его населённые пункты были переданы в городское поселение Кубинка.
29 ноября 2006 года Наро-Осановский сельский округ исключён из учётных данных административно-территориальных и территориальных единиц Московской области.